# Rajd Wielkiej Brytanii 1972
Rajd Wielkiej Brytanii 1972 (28. Daily Mirror RAC Rally) – rajd samochodowy rozgrywany w Wielkiej Brytanii od 2 do 5 listopada 1972 roku. Była to dziewiąta runda Międzynarodowych Mistrzostw Producentów w roku 1972. Rajd został rozegrany na nawierzchni szutrowej.

## Wyniki końcowe rajdu[1]
| Msc. | Kierowca             | Pilot               | Samochód                   | Czas    | Strata |
| ---- | -------------------- | ------------------- | -------------------------- | ------- | ------ |
| 1.   | Roger Clark          | Tony Mason          | Ford Escort RS 1600 MKI    | 6:50:07 | -      |
| 2.   | Stig Blomqvist       | Arne Hertz          | Saab 96 V4                 | 6:53:32 | +3:25  |
| 3.   | Anders Kulläng       | Donald Karlsson     | Opel Ascona 1.9 SR         | 6:59:57 | +9:50  |
| 4.   | Harry Källström      | Gunnar Häggbom      | Lancia Fulvia 1.6 Coupé HF | 7:01:38 | +11:31 |
| 5.   | Simo Lampinen        | Sölve Andreasson    | Lancia Fulvia 1.6 Coupé HF | 7:02:30 | +12:23 |
| 6.   | Ove Eriksson         | Lars-Erik Carlström | Opel Ascona                | 7:04:53 | +14:46 |
| 7.   | Lillebror Nasenius   | Björn Cederberg     | Opel Ascona                | 7:06:18 | +16:11 |
| 8.   | Gunnar Blomqvist     | Ingelöv Blomqvist   | Opel Ascona                | 7:10:34 | +20:27 |
| 9.   | Ove Andersson        | Geraint Phillips    | Toyota Celica              | 7:11:06 | +20:59 |
| 10.  | Per-Inge Walfridsson | Kjell Nilsson       | Volvo 142                  | 7:11:35 | +21:28 |